# Jean de Blangy
Jean de Blangy, mort le 13 mars 1344 à Paris, est un prélat français, évêque d'Auxerre au XIVe siècle.

## Biographie
Jean de Blangy est docteur de la maison de Navarre et archidiacre du Vexin. Le pape Benoît XII le choisit pour remplacer Aymeric comme évêque d'Auxerre.
Il est employé en 1340 avec Pierre Roger, archevêque de Sens et l'évêque de Beauvais, pour conclure à Arras la trêve qui est  convenue pour trois ans entre le roi de France et celui d'Angleterre.L'année suivante il souscrit à une charte d'affranchissement donnée par son chapitre en faveur des habitants d'Oizy. 
À la mort de Benoît XII, Jean donne sa démission et se retire à Paris.

## Source
- Notice sur les archevêques de Sens et les évêques d'Auxerre, Sens, 1855.